# 福間創
福間 創（ふくま はじめ、1970年〈昭和45年〉11月10日 - 2022年〈令和4年〉1月1日）は、日本のミュージシャン。「P-MODEL」元メンバー。大阪府出身。愛称は「課長」。

## 人物
シンガー・ソングライターの福間未紗、ミュージカル女優の福麻むつ美（元宝塚歌劇団花組男役・翼悠貴）、元宝塚歌劇団月組娘役の翼ひかる（ミュージカルスクール・スタジオTSUBASA主宰）は実の姉。
テクノポップ〜パンク・ニューウェーブムーブメントに強い影響を受け、80年代半ばからバンド活動を開始、当初はギターを手にしていたが、後にシンセサイザーやコンピューターといった打ち込み機器を導入する。P-MODEL、ヤプーズなどでの活動を経て、2001年より自身のユニットsoyuz projectを結成。2005年メンバーの解体を経て、2006年ソロ・ユニットとして再始動したが、2014年11月に解散。以降、ソロとしてバックボーンである電子音楽をベースにフロア〜クラブミュージックに対応しつつ、それだけに留まらない独自のエレクトロ・サウンドを展開している。

## 略歴
- 1991年 地元大阪でテクノバンド、コントロールド・ボルテージに加入（現在シンセサイザー界で有名な稲見淳がリーダーとして在籍）

加藤賢崇プロデュースによるオムニバス・アルバム「トロイの木馬」にも参加
- 1994年 平沢進率いるテクノポップバンドP-MODELに在籍（2000年に事実上の解散によって脱退）
- 2000年 戸川純率いるYAPOOSに在籍（2005年脱退）
- 2001年 自身のユニットsoyuz projectを結成（メンバーの解体を経て2006年よりソロユニットとして始動）
- 2008年 ケラリーノ・サンドロヴィッチ率いるエレキバターに加入
- 2010年 FLOPPYの小林写楽と戸田宏武、歴代P-MODELメンバーの三浦俊一、中野テルヲと自身を含めた5人によるコンピレーション・アルバム「電子音楽部」をリリース[2]。ポップ実験室「でんおん!!」座談会を行う[3]。
- 2014年 soyuz projectとして最後のライヴとなる『on an eternal space trip』を11月10日にKOENJI HIGHで行う
- 2015年 活動拠点を東京から京都に移し、ソロ初のフル・アルバム「Flowers」をリリース
- 2020年 5年ぶりフルアルバム「this is our music」をリリース。ゲストミュージシャンにP-MODELメンバーであった平沢進、小西健司が参加した[4]。
- 2021年 7月14日に発売された『FILTER Volume.01』創刊号に、P-MODELメンバーだった平沢進、小西健司との鼎談「シンセサイザーの制御と表現」並びに表紙アーティストとして掲載[5]。それに伴い、FILTERの公式YouTubeチャンネルにて、取材後に急遽行われた小西健司とのモジュラー・シンセによる即興セッションの模様が投稿された[6]。
- 2022年1月1日、かねてより患っていた脳内の未破裂血栓化大動脈瘤を要因とし死去[7]。51歳没。

## ディスコグラフィー
- P-MODEL「Corrective Errors〜remix of 舟」(remix)　DIW/SHUN(1995)
- P-MODEL「舟」 日本コロムビア(1995)
- 福間未紗「MORES」(programming)リスペクトレコーズ(1995)
- P-MODEL「ENDING ERROR」 HIRASAWA BYPASS(1996)
- 上野洋子「e-mix」(remix)バイオスフィア(1996)
- P-MODEL MAXI SINGLE「>>>Unfix One>>> *Rocket Shoot*」 日本コロムビア/TESLAKITE(1996)
- 上領亘「鴉 (からす)」(programming)日本コロムビア/TESLAKITE(1996)
- P-MODEL MAXI SINGLE「>>>Unfix Eight>>> *ASHURA CLOCK*」（作詞作曲）日本コロムビア/TESLAKITE(1997)
- P-MODEL MAXI SINGLE「>>>Unfix Nine>>> *LAYER-GREEN*」（作詞作曲）日本コロムビア/TESLAKITE(1997)
- P-MODEL「電子悲劇/〜ENOLA」（作詞作曲）日本コロムビア/TESLAKITE(1997)
- 「MUSIQUE NON STOP」(クラフトワークのトリビュート・アルバム、T11「ミュージック・ノン・ストップ」で参加) 東芝EMI(1998)
- 福間未紗「FestaManifest」(programming&sound produce)MIDI(1999)
- P-MODEL「音楽産業廃棄物〜P-MODEL OR DIE」（作詞作曲）MAGNET/TESLAKITE(1999)
- VA「RhythmMastas1」（作曲） MIDI(1999)
- VA「RhythmMastas2」（作曲） MIDI(1999)
- P-MODEL「LIVE VIDEO "音楽産業廃棄物〜P-MODEL OR DIE"」MAGNET/TESLAKITE(1999)
- ことぶき光「モザイクビアポスト」（soyuz project名義で素材提供）(2000)
- SOYUZproject「Preview Release」CD-R(2001)
- SOYUZproject「Preview Release #2」CD-R(2001)
- SOYUZproject「Preview Release #3」CD-R(2002)
- P-MODEL「太陽系亞種音」(2002)
- SOYUZproject「Elettrico Strada CD」SDF(2004)
- soyuz project「bulk06」CD-R(2006)
- soyuz project「bellissima」TrueFalse(2007)
- soyuz project「bellissima+」TrueFalse(2007)
- In-Tranzit/The Collector_soyuz project remix(2008)
- COOOK/Tune said that you are wonderful_soyuz project remix(USB Memory)(2008)
- master groove circle/change of heart_soyuz project remix(Geneon)(2008)
- soyuz project「Bulk Archive 2001-2006」(2008)
- FLOPPY/スローモーション Remix(2009)
- tokyo pinsalocks/Travelling Spoon Remix(2009)
- FLOPPY/ヤダもん！ Remix(2009)
- master groove circle2/Shining stars bless_soyuz project remix(Geneon)(2009)
- FLOPPY/黎明Remix(2010)
- 電子音楽部(VA)/AUX+ TimeLine10-11(2010)
- ケラ＆ザシンセサイザーズ「Body and Song」（作曲）(2010)
- soyuz project「bellissima files」(2010)
- soyuz project「bulk11」CD-R(2011)
- soyuz project「perspective」(2012)
- Flowers -soundtrack- (β.Bulk2014)(2014)
- Flowers -senses- (Bulk2015)(2015)
- Flowers(2015)
- ambi-valance 1(2015)
- ambi-valance 2(2016)
- Tadahiko Yokogawa, Hajime Fukuma, Kenji Konishi「Heaven3000 -Yokogawa-Mix」(2016)
- ambi-valance 3(2016)
- sign4096(2016)（ambi-valance Tuner付き）
- ambi-valance 4(2017)
- ambi-valance_extra(2018)
- ICCD(2018)
- The ambi-valance Collection 2015-2019(2019)
- sign4096 ver2(2019)（ambi-valance Tuner付き）
- this is our music(2020)

### その他
- アニメ・ギャラクシーエンジェル GAだにょラジオ主題歌「ミラクル★テレパシー」（収録2曲の作詞作曲）
- アニメ・ギャラクシーエンジェル「ミルフィーユのうた」（収録3曲の作詞作曲）
- アニメ・ボンバーマン・ビーダマン爆外伝「くろボンのテーマ」（作曲）
- ゲーム　XBOX「DOUBLE-S.T.E.A.L 1・2」（soyuz project名義でBGM担当）

また、2006年発表の楽曲「swingby」（「bulk06」「bellissima」に収録）はフリーで配信され、相模原のJAXA宇宙科学研究本部において探査機「はやぶさ」のBGMとして採用された

swingbyフリーダウンロード
- ミュージカル・2001年11月スタジオTSUBASA公演ミュージカル「オズの魔法使い」(音楽：福間創/斉藤哲也)(宝塚バウホール)